# 朱文 (成化進士)
朱文（？—？），字天昭，南直隸蘇州府崑山縣人，民籍，明朝政治人物。

## 生平
成化十三年（1477年）丁酉科應天鄉試第二十九名舉人，二十年（1484年）甲辰科二甲第十名進士。行取都察院理刑，弘治三年（1490年）二月實授雲南道監察御史，十年（1497年）巡按福建，十二年（1499年）三月升湖廣按察司副使。

## 家族
曾祖朱吉，戶科給事中；祖父朱永安，字士常；父朱夏，贈通議大夫南京吏部右侍郎。弟朱質，蘇州衛指揮僉事；朱彬。娶王氏。子朱希周，弘治九年進士，官至南京吏部尚書。

## 引用
1. ↑  《大明孝宗敬皇帝實錄卷之一百四十八》：弘治十二年三月，升江西布政司右布政使王沂為山東左布政使，監察御史朱文為湖廣按察司副使。